# Evan Seinfeld
Evan Seinfeld (New York, 29 dicembre 1967) è un cantante e bassista statunitense, fondatore del gruppo musicale Biohazard.
Dopo aver abbandonato il gruppo nel 2011 per motivi personali, è diventato cantante degli Attika7, per poi tornare nel gruppo originale nel 2022. Seinfeld è fondatore ed amministratore delegato del servizio IsMyGirl.

## Carriera

### Musica
Seinfeld fondò i Biohazard nel 1987, ed è stato anche bassista del supergruppo Damnocracy, presentato in un reality show su VH1, insieme ai colleghi Ted Nugent, Sebastian Bach, Scott Ian e Jason Bonham. Nel marzo 2007 ha debuttato con un nuovo gruppo, The Spyderz, aprendo per un'esibizione dei Buckcherry. Il gruppo The Spyderz comprendeva anche il chitarrista John Monte, già nei Ministry, e il cantante Daniel Weber. Nell'ottobre 2008 Seinfeld ha avuto una breve carriera nei Tattooed Millionaires, come cantante e bassista.
Nel 2011 è entrato negli Attika7, insieme a membri dei gruppi Walls of Jericho, Static-X, Soulfly e Possessed. Il loro primo album in studio, Blood of My Enemies, è stato pubblicato il 31 luglio 2012.
Il 25 luglio 2019 Seinfeld ha pubblicato il primo singolo del suo progetto SVG$, tramite YouTube. La canzone è intitolata "Authentic" ed è la prima registrata dal cantante come artista hip hop. Nell'ottobre 2022 è tornato nei Biohazard.

### Recitazione
Seinfeld ha interpretato Jaz Hoyt nella serie carceraria Oz, per l'emittente televisiva HBO, in 40 episodi, coprendo la maggior parte dell'andamento del programma. Il suo personaggio era il leader di una banda di motociclisti, alleato del gruppo di supremazia bianca The Aryan Brotherhood.
Il cantante, ex marito dell'attrice pornografica Tera Patrick, ha interpretato con lei sette film col nome d'arte "Spyder Jonez", tra cui Reign of Tera, Teradise Island (di cui è stato anche regista), Tera, Tera, Tera e Desperate. Nella scena finale della pellicola Reign of Tera, impersona l'unico maschio coinvolto in un rapporto sessuale di gruppo, con sei protagoniste asiatiche. Seinfeld ha continuato a recitare nel cinema per adulti col nome d'arte di Spyder Jonez, con le sue case di produzione Iron Cross Entertainment e Teravision, di cui è proprietario insieme all'ex moglie.

### Altre apparizioni
Seinfeld è uno dei personaggi del libro Sex Tips from Rock Stars, scritto da Paul Miles e pubblicato nel luglio 2010 da Omnibus Press.
Nel 2022 è apparso nel ruolo di sé stesso nel film Sell/Buy/Date, diretto da Sarah Jones.

## Vita privata
Il 9 gennaio 2004 sposò a Las Vegas Tera Patrick, dopo una relazione di tre anni. I due hanno divorziato il 30 settembre 2009, ma sono rimasti soci in affari.
Nel 2011 il cantante ha sposato la cantante ed ex attrice pornografica Lupe Fuentes, da cui ha poi divorziato nel 2020.
È cugino di secondo grado del comico Jerry Seinfeld.